# Blood Moon: Year of the Wolf
Blood Moon: Year of the Wolf — шостий студійний альбом американського репера The Game, що вийшов для промоції його лейблу Blood Money Entertainment 14 жовтня 2014 р. Виконавчі продюсери: The Game, Кеш Джонс, Stat Quo.

## Передісторія
У грудні 2012 Ґейм і Stat Quo заснували новий лейбл Rolex Records (пізніше Roley Records). Невдовзі після цього перший придбав усій його команді по годиннику Rolex. Після 6 місяців юридичної тяганини з Rolex Ґейм був змушений змінити назву та логотип лейблу. Нова назва: The Firm. Остаточна назва: Blood Money Entertainment. Першими артистами компанії стали репери Skeme та Dubb. У буклеті також зазначено решту ростеру: Garchild, Lil E, Кінґ Мері, Imani.

## Промоція
16 червня 2014 випущено перший окремок «Bigger Than Me». Як семпл використано «Warrior Lord» (2013) рок-гурту Poliça. Другий сингл «Or Nah» — 1 липня. Платівку спочатку планували видати 16 вересня, втім дату перенесли на місяць, щоб унести останні зміни. Ґейм провів конкурс серед фанів на створення обкладинки альбому. Через труднощі з вибором оголошення підсумків відкладали двічі. Зрештою, 4 вересня, репер сповістив через Instagram, автор обкладинки: користувач xoramos66.

## Результати продажу
Альбом дебютував на 7-ій сходинці Billboard 200 з 32885 копіями, проданими у США за перший тиждень. Результат за другий тиждень: 9 тис.

## Список пісень
| #   | Назва                                                             | Продюсер(и)          | Тривалість |
| --- | ----------------------------------------------------------------- | -------------------- | ---------- |
| 1.  | «Bigger Than Me»                                                  | Jordan Mosley        | 5:31       |
| 2.  | «F.U.N.»                                                          | Matthew Burnett      | 3:05       |
| 3.  | «Really» (з участю Yo Gotti, 2 Chainz, Soulja Boy та T.I.)        | The Mekanics         | 5:27       |
| 4.  | «Fuck Yo Feelings» (з участю Lil Wayne та Chris Brown)            | Ocean & Nova         | 3:36       |
| 5.  | «On One» (з участю Ty Dolla $ign та King Marie)                   | Isabella Summers     | 3:14       |
| 6.  | «Married to the Game» (з участю French Montana, Sam Hook та Dubb) | Boi-1da              | 4:40       |
| 7.  | «The Purge» (з участю Stacy Barthe)                               | Cozmo                | 5:14       |
| 8.  | «Trouble on My Mind» (у вик. Dubb, Jake та Papa)                  | Cash Jones, Stat Quo | 2:58       |
| 9.  | «Cellphone» (з участю Dubb)                                       | The Mekanics         | 3:59       |
| 10. | «Best Head Ever» (з участю Tyga та Eric Bellinger)                | League of Starz      | 3:39       |
| 11. | «Or Nah» (з участю Too Short, Problem, AV та Eric Bellinger)      | DJ Mustard           | 4:14       |
| 12. | «Take That» (у вик. Tyga та Pharaoh Jackson)                      | Jereme Jay           | 3:04       |
| 13. | «Food for My Stomach» (у вик. Dubb та Skeme)                      | Duke Dinero          | 4:16       |
| 14. | «Hit Em Hard» (з участю Bobby Shmurda, Skeme та Freddie Gibbs)    | Amadeus              | 4:41       |
| 15. | «Black on Black» (з участю Young Jeezy та Kevin Gates)            | The Mekanics         | 5:11       |

| Бонус-треки делюкс-видання | Бонус-треки делюкс-видання                               | Бонус-треки делюкс-видання | Бонус-треки делюкс-видання |
| #                          | Назва                                                    | Продюсер(и)                | Тривалість                 |
| -------------------------- | -------------------------------------------------------- | -------------------------- | -------------------------- |
| 16.                        | «Mad Flows» (у вик. Skeme)                               | Rey Reel                   | 4:24                       |
| 17.                        | «Bloody Moon»                                            | Nottz                      | 3:28                       |
| 18.                        | «I Just Wanna Be» (з участю Stat Quo, Sap та King Marie) | Sap                        | 3:08                       |

| Бонус-треки видання для Best Buy | Бонус-треки видання для Best Buy                     | Бонус-треки видання для Best Buy | Бонус-треки видання для Best Buy |
| #                                | Назва                                                | Продюсер                         | Тривалість                       |
| -------------------------------- | ---------------------------------------------------- | -------------------------------- | -------------------------------- |
| 16.                              | «Bloody Moon»                                        | Nottz                            | 3:28                             |
| 17.                              | «Be Nobody Else» (з участю Stacy Barthe, AV та Uiie) | Sap                              | 5:08                             |

## Чартові позиції
| Чарт (2014)               | Найвища позиція |
| ------------------------- | --------------- |
| Канада                    | 8               |
| США                       | 7               |
| US Independent Albums     | 2               |
| US Top R&B/Hip-Hop Albums | 1               |
| US Top Tastemaker Albums  | 14              |